# Stilijana Nikolowa
Stilijana Nikolowa (bulgarisch Стилияна Николова; * 22. August 2005 in Kairo, Ägypten) ist eine bulgarische rhythmische Sportgymnastin.

## Biographie
Nikolowa ist die Tochter des Fußballers Ilija Djakow, der im Kader der Bulgarischen Fußballnationalmannschaft zur Fußball-Weltmeisterschaft 1986 stand, und der Turnerin Paulina Krastsewa, später Paulina Nikolow, die bei den Weltmeisterschaften der Rhythmischen Sportgymnastik 1983 und 1985 mit Bulgarien Medaillen im Team gewann. Sie kam in Kairo zur Welt, wo sie auch die ersten Erfahrungen im Turnen sammelte.

## Laufbahn
Im Sommer 2022 trat sie bei den Europameisterschaften der Rhythmischen Sportgymnastik in Tel Aviv an. Dabei gewann sie Gold im Team-Wettkampf und Bronze im Mehrkampf.
Später im Jahr bei den Weltmeisterschaften der Rhythmischen Sportgymnastik 2022 im bulgarischen Sofia errang sie im Einzel mit den Handgeräten Reifen, Keulen und Band jeweils Silber sowie im Team-Wettkampf Bronze.